# GRAVES (système)
Pour les articles homonymes, voir Graves.

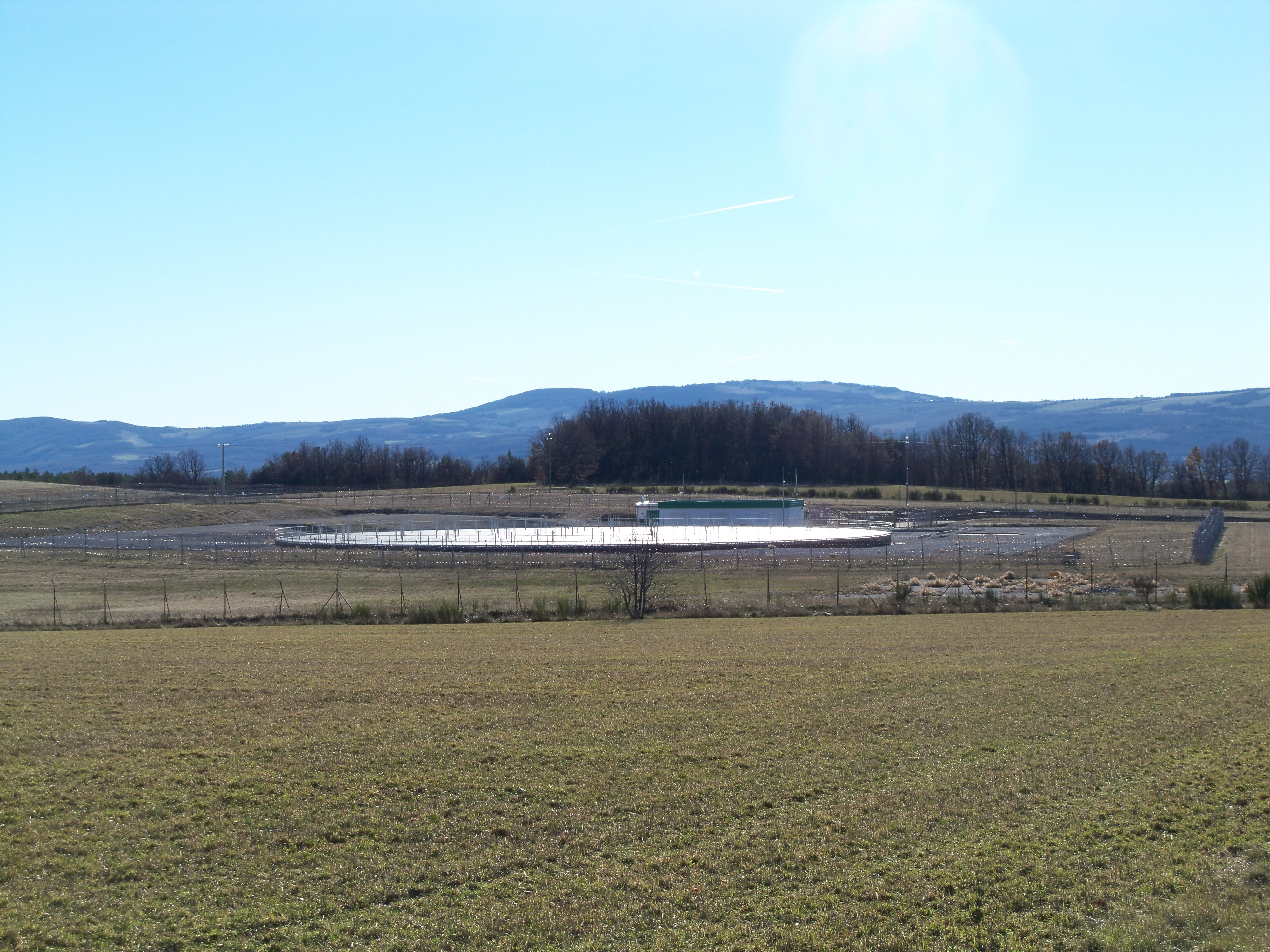
Site de réception du radar de GRAVES, sur le plateau d'Albion, au Revest-du-Bion

GRAVES (Grand Réseau Adapté à la VEille Spatiale) est un système français de détection de satellites évoluant en orbite terrestre basse développé par l'ONERA sous contrat de la Direction générale de l'Armement et dont la fonction est de surveiller les véhicules spatiaux évoluant dans des orbites proche de la Terre, soit plus de 9 000 objets d'une taille supérieure à 10 centimètres, dont près de 800 satellites qui étaient actifs en 2007.
Mis en place en 2004 et mis en service le 15 décembre 2005 sous le contrôle du Commandement de la défense aérienne et des opérations aériennes (CDAOA). En juin 2007, il avait déjà répertorié et suivi plus de 2 200 objets dont plusieurs dizaines de satellites qui passent au-dessus de la France, pour lesquels aucune information n'existe et jugés sensibles par l'armée française.
Bien que peu onéreux (il a coûté 30 millions d'euros), ce système qui a représenté 15 ans d'investissements et d'études a montré son efficacité, en détectant une trentaine de satellites espions principalement américains et chinois jusqu'alors non répertoriés.
La France a accepté de garder secrets les renseignements sur les satellites espions que GRAVES a permis de répertorier, en échange elle a demandé aux États-Unis la réciprocité pour les renseignements collectés par ses satellites militaires Hélios-2,  Syracuse-2, et Essaim. Cette réciprocité a été acceptée.
En 2015, la Russie, les États-Unis et la France sont les seules puissances militaires dans le monde à disposer de ce type de système de veille satellite opérationnel .
Il sera remplacé par le radar Aurore.

## Historique
C'est en 1975 que le président de la République française confie par décret au Commandement de la défense aérienne et des opérations aériennes (CDAOA) de l’Armée de l’air la responsabilité « de surveiller l'espace, les approches aériennes du territoire et l'espace aérien national, de déceler et d'évaluer la menace ; de fournir aux autorités gouvernementales et au commandement militaire les éléments de la situation spatiale et aérienne leur permettant de prendre les décisions qui leur incombent. »
Son développement a débuté au début des années 1990. Son objectif est de doter la France d'une capacité autonome de détections de satellites, à l'image du Commandement de la défense aérospatiale de l'Amérique du Nord. Il est un des éléments du système de commandement et de conduite des opérations aérospatiales.

## Caractéristiques
GRAVES comporte un radar VHF bistatique comportant :
- un émetteur en onde entretenue de fréquence 143,050 MHz comportant quatre transmetteurs couvrant 45 degrés en azimut et 45 degrés en élévation. L'ensemble couvre 180 degrés en azimut, tourné vers le sud.
- une station de réception située environ à 400 km au sud de l'émetteur comportant une centaine d'antennes réparties sur une surface métallique circulaire de 60 m de diamètre.

## Fonctionnement opérationnel
GRAVES est capable de détecter les satellites orbitant au-dessus de la France métropolitaine et situés à une altitude inférieure à 1 000 kilomètres. Il utilise un radar bistatique à balayage électronique et émission continue en bande VHF. Le système de réception est basé sur la détection Doppler et des calculs de traitement du signal effectués par un calculateur temps réel dédié. Il présente la particularité d'avoir le site d'émission dissocié du site de réception. En effet, le site d'émission situé sur l'ancienne base aérienne de Broye-lès-Pesmes près du village de Montseugny (Haute-Saône) est éloigné d'environ 400 km du site de réception, installé sur le plateau d'Albion. 
Les données du radar GRAVES sont corrélées avec celles du réseau de caméras FRIPON depuis 2016.
Le 10 novembre 2016, l'ONERA & la société Degreane Horizon se voient confier par la DGA, la rénovation du système radar GRAVES
Son taux de disponibilité est de 90,80 % en 2012 et de 88,65 % en 2013. Son maintien en condition opérationnelle en 2013 coûte 710 000 euros.